# 岔庙镇
岔庙镇，是中华人民共和国江苏省淮安市涟水县下辖的一个乡镇级行政单位。2018年12月1日，岔庙镇的潘刘、嵇庄、军田、余庄、余东、谈陈、韩陈、花桥8个村委会和河网居委会区域为朱码街道行政区域。

## 行政区划
岔庙镇下辖以下地区：
岔庙社区、岔河村、新河村、荣锦村、百子村、和平村、濒河村、洪滨村、旋桥村、西集村、夜合村、桑庄村、纪集村、路口村、郝友村、义河村和原种场村。